# Paul D. Austerberry
Paul Denham Austerberry (Toronto, ...) è uno scenografo canadese.

## Biografia
È conosciuto per il suo lavoro nel film del 2017, La forma dell'acqua - The Shape of Water, per il quale ha vinto un Oscar e un BAFTA nel 2018 per la miglior scenografia, con gli scenografi Shane Vieau e Jeff Melvin.

## Filmografia parziale
- Extreme Measures - Soluzioni estreme (Extreme Measures), regia di Michael Apted (1996)
- Half Baked, regia di Tamra Davis (1998)
- Ferite mortali (Exit Wounds), regia di Andrzej Bartkowiak (2001)
- Lo smoking (The Tuxedo), regia di Kevin Donovan (2002)
- Highwaymen - I banditi della strada (Highwaymen), regia di Robert Harmon (2004)
- Resident Evil: Apocalypse, regia di Alexander Witt (2004)
- Assault on Precinct 13, regia di Jean-François Richet (2005)
- Ti va di ballare? (Take the Lead), regia di Liz Friedlander (2006)
- 30 giorni di buio (30 Days of Night), regia di David Slade (2007)
- Death Race, regia di Paul W. S. Anderson (2008)
- The Twilight Saga: Eclipse, regia di David Slade (2010)
- I tre moschettieri (The Three Musketeers), regia di Paul W. S. Anderson (2011)
- Legami di sangue - Deadfall (Deadfall), regia di Stefan Ruzowitzky (2012)
- Libertador, regia di Alberto Arvelo (2013)
- Pompei (Pompeii), regia di Paul W. S. Anderson (2014)
- Shut In, regia di Farren Blackburn (2016)
- La forma dell'acqua - The Shape of Water (The Shape of Water), regia di Guillermo del Toro (2017)
- Qualcuno salvi il Natale (The Christmas Chronicles), regia di Clay Kaytis (2018)
- It - Capitolo due (It Chapter Two), regia di Andy Muschietti (2019)
- The Flash, regia di Andy Muschietti (2023)
- Il colore viola (The Color Purple), regia di Blitz Bazawule (2023)